# Etelwold II
Etelwold II (Æthelwold; ur. w X wieku, zm. między 1012 a 1014) – średniowieczny biskup Winchesteru.
Etelwold został wyświęcony na biskupa Winchesteru w 1006 roku, po śmierci poprzedniego biskupa – Cenwulfa. Jego sygnatura jako świadka widnieje na kilku zachowanych aktach nadawczych króla Ethelreda II do roku 1012.
Zmarł między 1012 a 1014 rokiem. Jego następcą na stanowisku biskupa Winchesteru został Aelfsige II.